# 久留美
久留美（くるみ）は兵庫県三木市の地域名称。旧久留美村であった地域。
三木市中心部の北と東、美嚢川の北側から三木山の東側にかけて市街地中心部を囲うように位置する。
地域の西から北側は、小野市と接し、山陽自動車道と国道175号が通り、そこに位置する大村・末広地区には多くの大規模店舗が出店しており、神戸電鉄粟生線が東西に通り、東に恵比須駅、三木地区を挟んで、西側に大村駅がある。

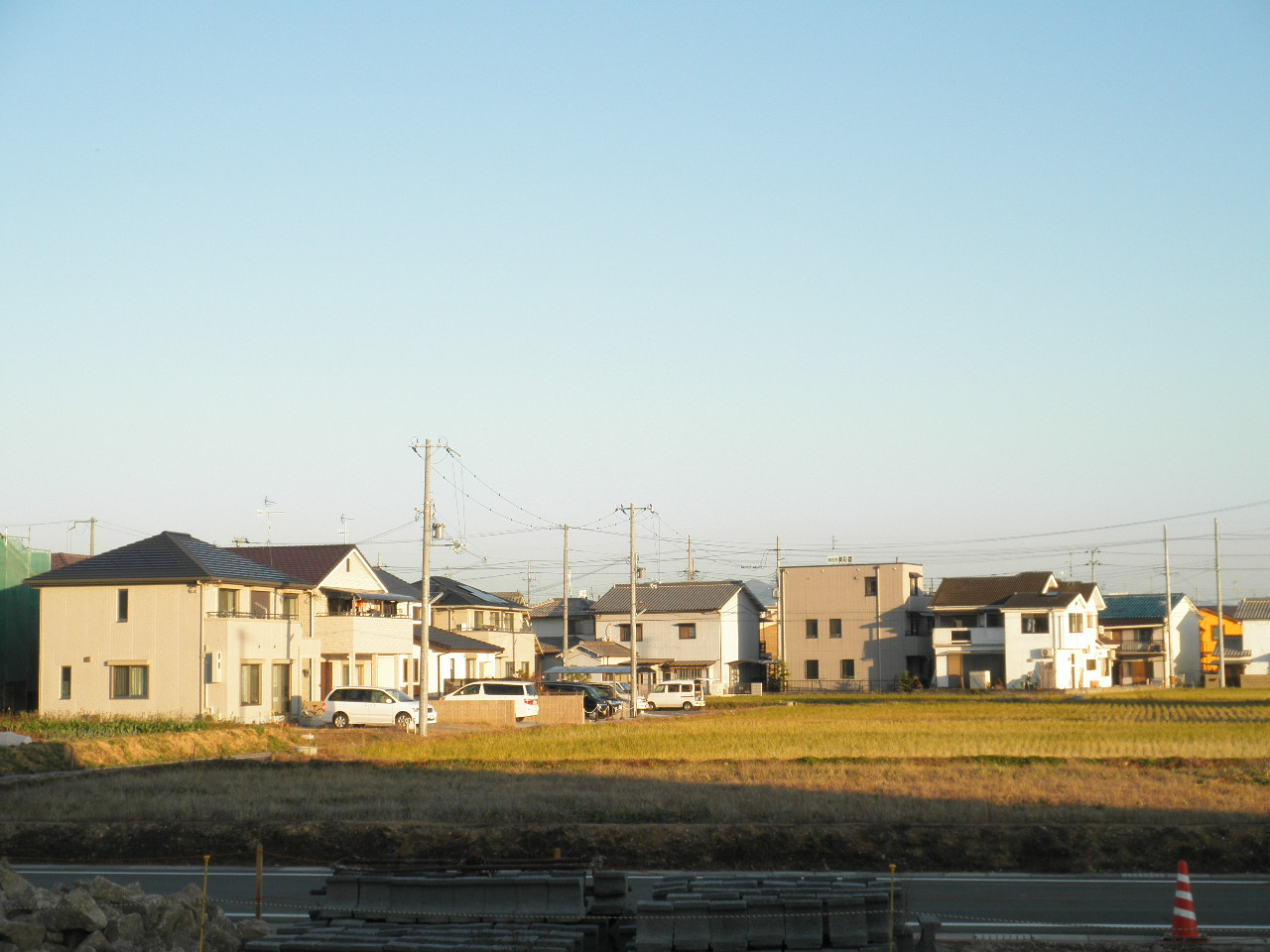
住宅開発が進む平田地区

## 歴史・沿革
- 1951年3月15日 - 三木町に編入する。
- 1954年6月1日 - 別所村・細川村・口吉川村と合併し、三木市が誕生する。

## 地理

### 河川
- 美嚢川
- 志染川

## 住居表示
※久留美は付かない
- 鳥町（とりまち）
- 大村（おおむら）
- 平田（ひらた）
- 加佐（かさ）
- 跡部（あとべ）
- 久留美（くるみ）
- 平井（ひらい）
- 与呂木（よろき）
- 大塚（おおつか）
- 君が峰町（きみがみねまち）
- 宿原（しゅくはら）
- 自由が丘本町（じゆうがおかほんまち）

### 大字・郵便番号
| 郵便番号                            | 大字名       |
| ----------------------------------- | ------------ |
| 673-0456                            | 鳥町         |
| 673-0404                            | 大村         |
| 673-0405                            | 平田         |
| 673-0402 （小字草荷野のみ673-0723） | 加佐         |
| 673-0401                            | 跡部         |
| 673-0411                            | 久留美       |
| 673-0412                            | 岩宮         |
| 673-0413                            | 大塚         |
| 673-0421                            | 平井         |
| 673-0422                            | 与呂木       |
| 673-0423                            | 宿原         |
| 673-0424                            | 自由が丘本町 |
| 673-0425                            | 君が峰町     |

### 住宅団地
- 君が峰町

## 寺社・旧跡
- 岩壺神社
- 竹中半兵衛墓

## 主な企業・商業施設

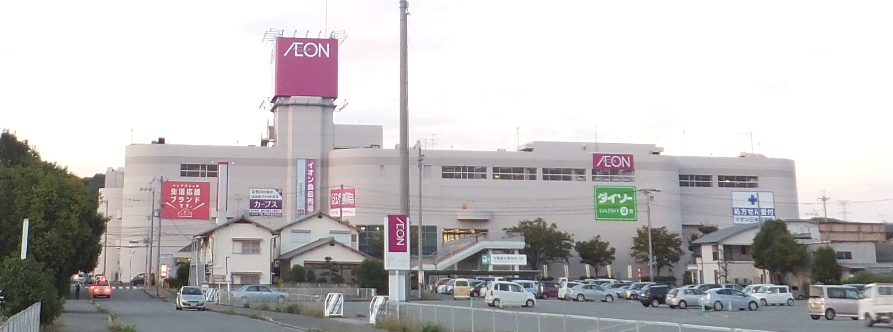
大村商業拠点（イオン三木店）

- イオン三木店（旧・ジャスコ三木店）（改築1994年3月5日～）
- マックスバリュ恵比須店
- ミドリ電化三木店（2003年～）
- ヤマダ電機三木店（2007年12月～）
- TSUTAYA三木店（2008年4月～）
- ナンバ三木店
- スシロー三木店
- ナフコ三木店
- au
- docomo三木店
- 出光興産
- 和食さと三木店
- Honda三木店
- 日産三木店
- 餃子の王将三木店

## 病院

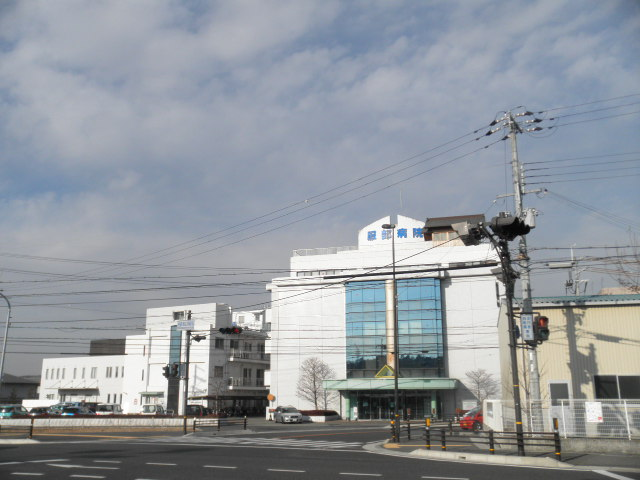
服部病院
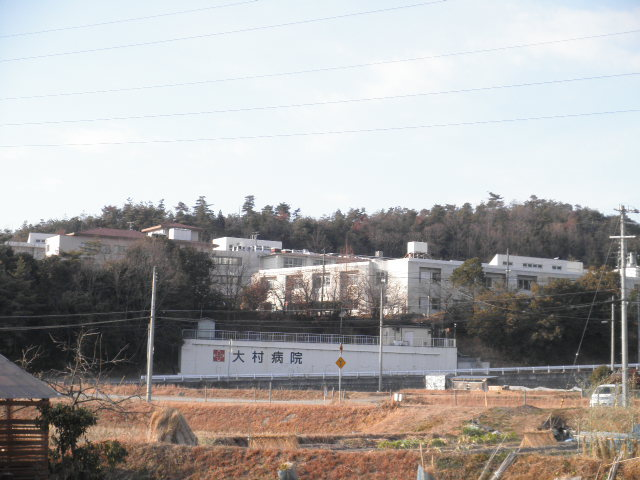
大村病院

- 服部病院
- 大村病院

## 公共施設
- 兵庫県警三木警察署
- 三木市立三木市民病院　（北播磨総合医療センターの開院に伴い、2013年9月30日に閉院）

## 教育
- 兵庫県立三木高等学校
- 三木市立三木小学校
- 三木市立平田小学校

## 交通

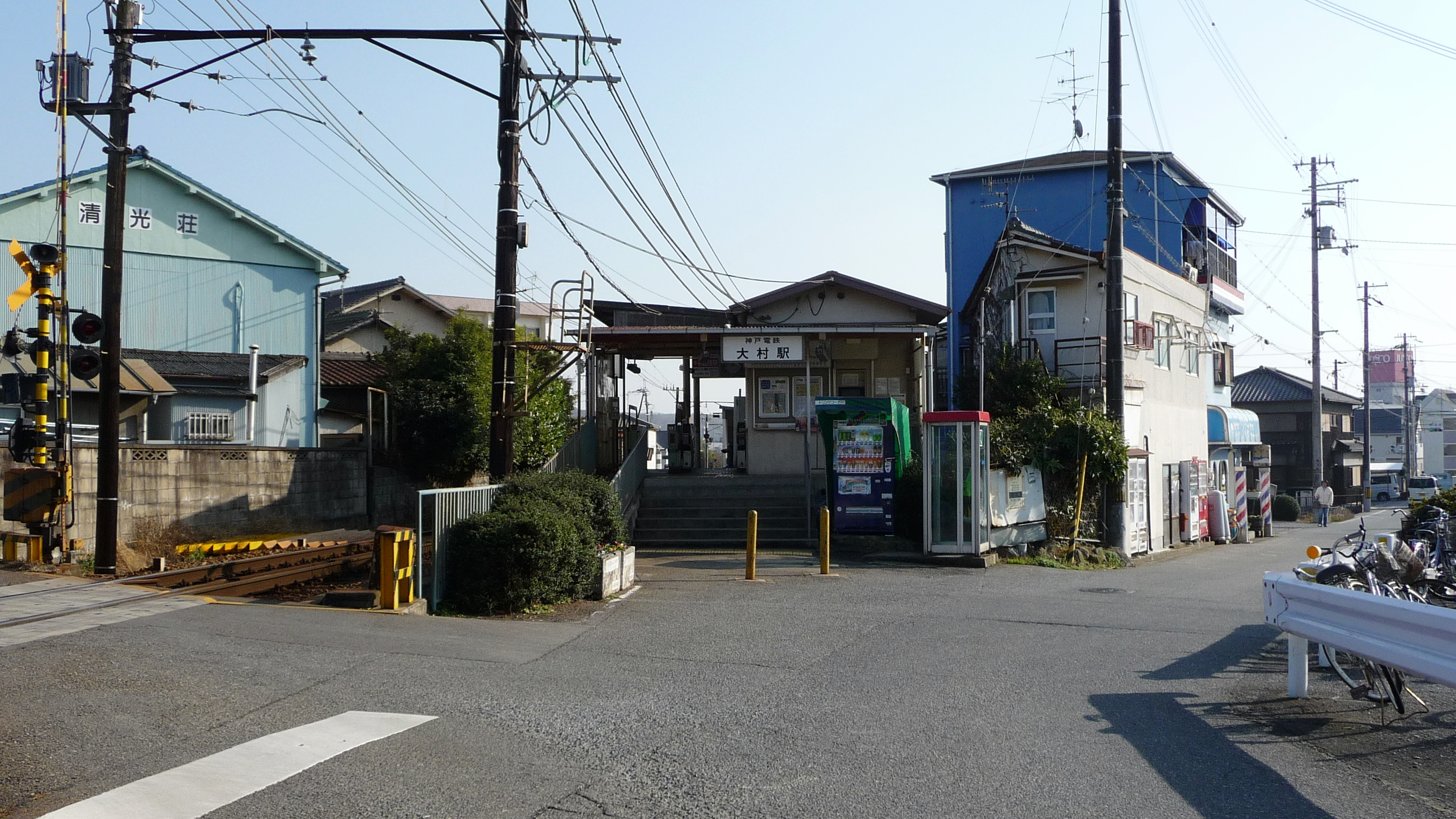
神戸電鉄大村駅

### 鉄道
- 神戸電鉄粟生線

恵比須駅・大村駅

### バス
- 恵比須快速線
- 西脇急行線

### 道路

#### 高速道路

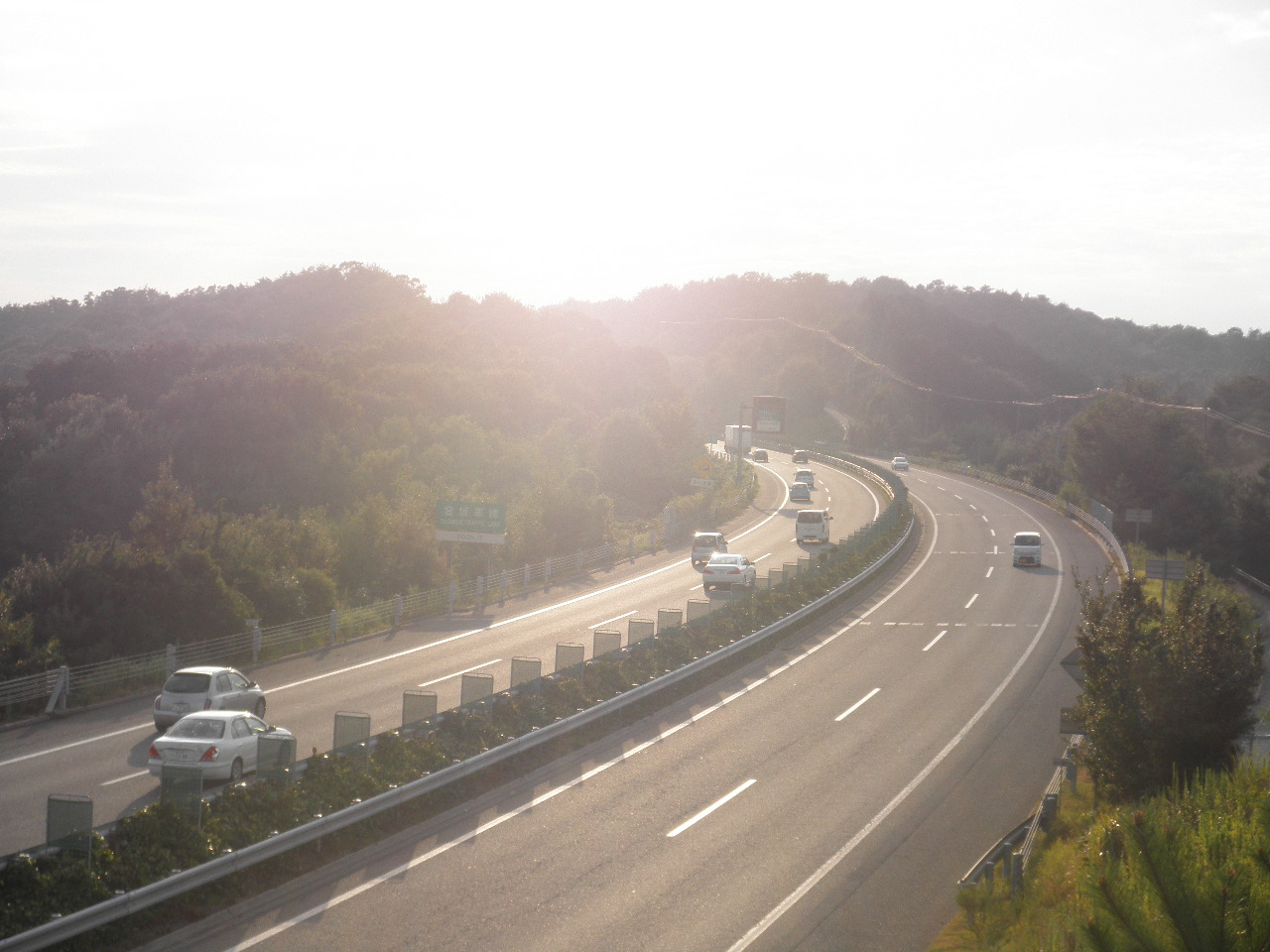
山陽自動車道
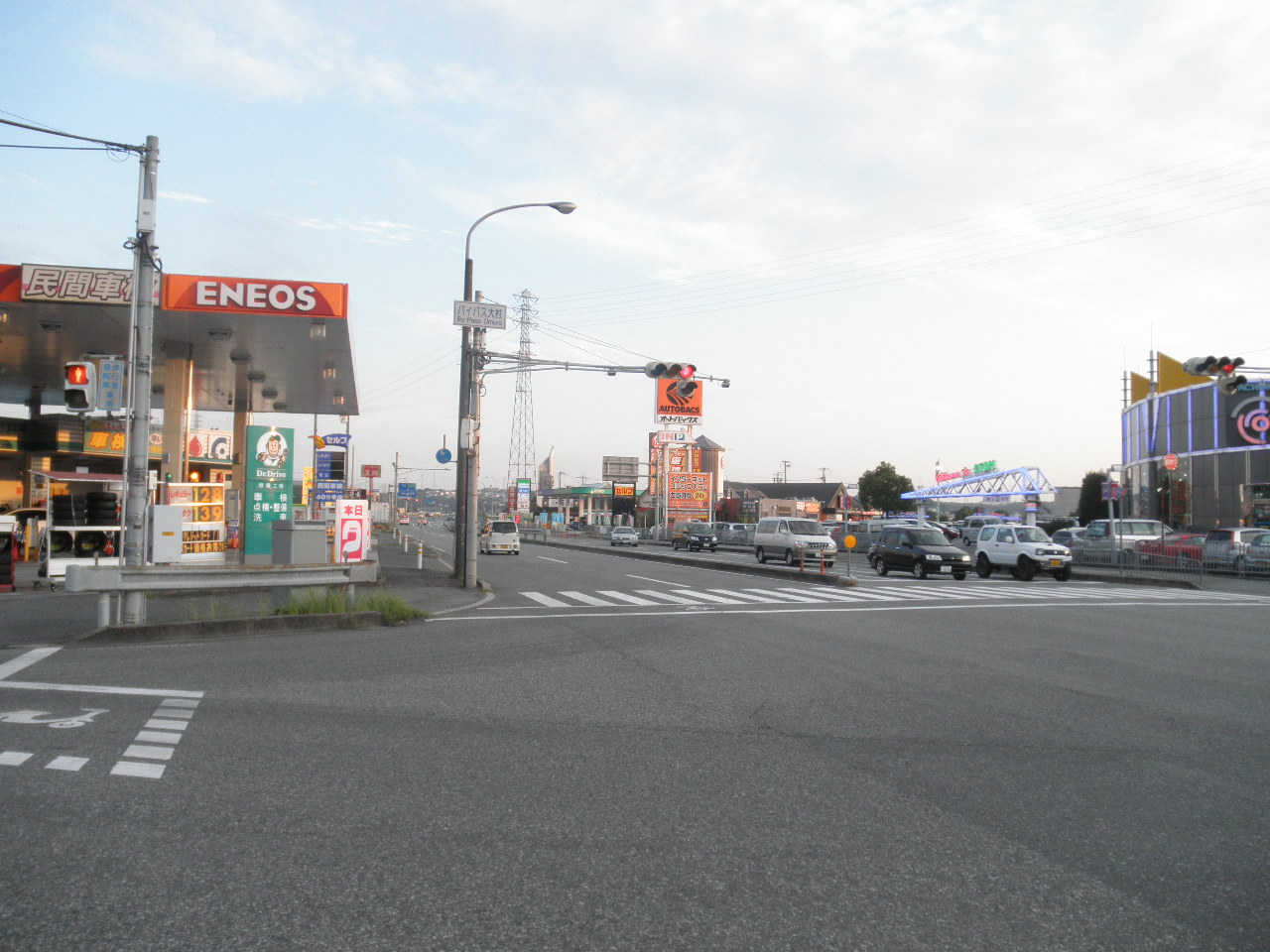
国道175号

三木サービスエリア・三木小野インターチェンジ・久留美バスストップ

#### 国道・県道・市道
- 国道175号（国道427号重複）
- 兵庫県道20号加古川三田線
- 兵庫県道38号三木三田線
- 兵庫県道360号正法寺三木停車場線
- 兵庫県道510号
- 兵庫県道513号三木環状線
- 宿原バイパス
- 三木市道恵比須上の丸線

- 山陽自動車道
- 国道175号

## 観光・祭事・催事
- 平井山ぶどう園
- 三木の秋まつり

## 出身者
- 大村由己 - 豊臣秀吉の祐筆
- 清水誉 - プロ野球選手
- 横谷彰将 - 元プロ野球選手（宿原）
- 橘田規 - プロゴルファー（宿原）※出生地は同市志染町